# Кудояров, Борис Павлович
Борис Павлович Кудояров (1898, Ташкент — 1973, Москва) — фотокорреспондент, Заслуженный работник культуры РСФСР.

## Фотографии

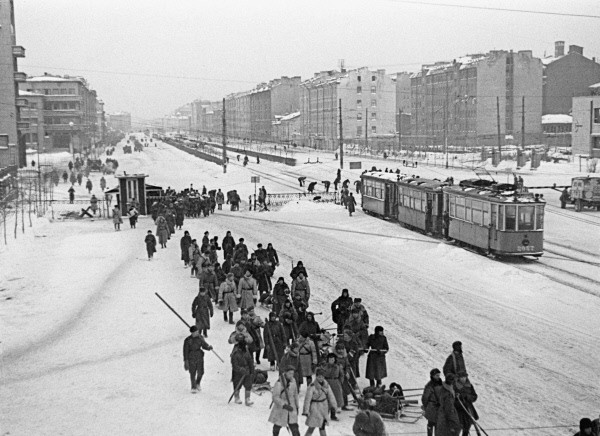
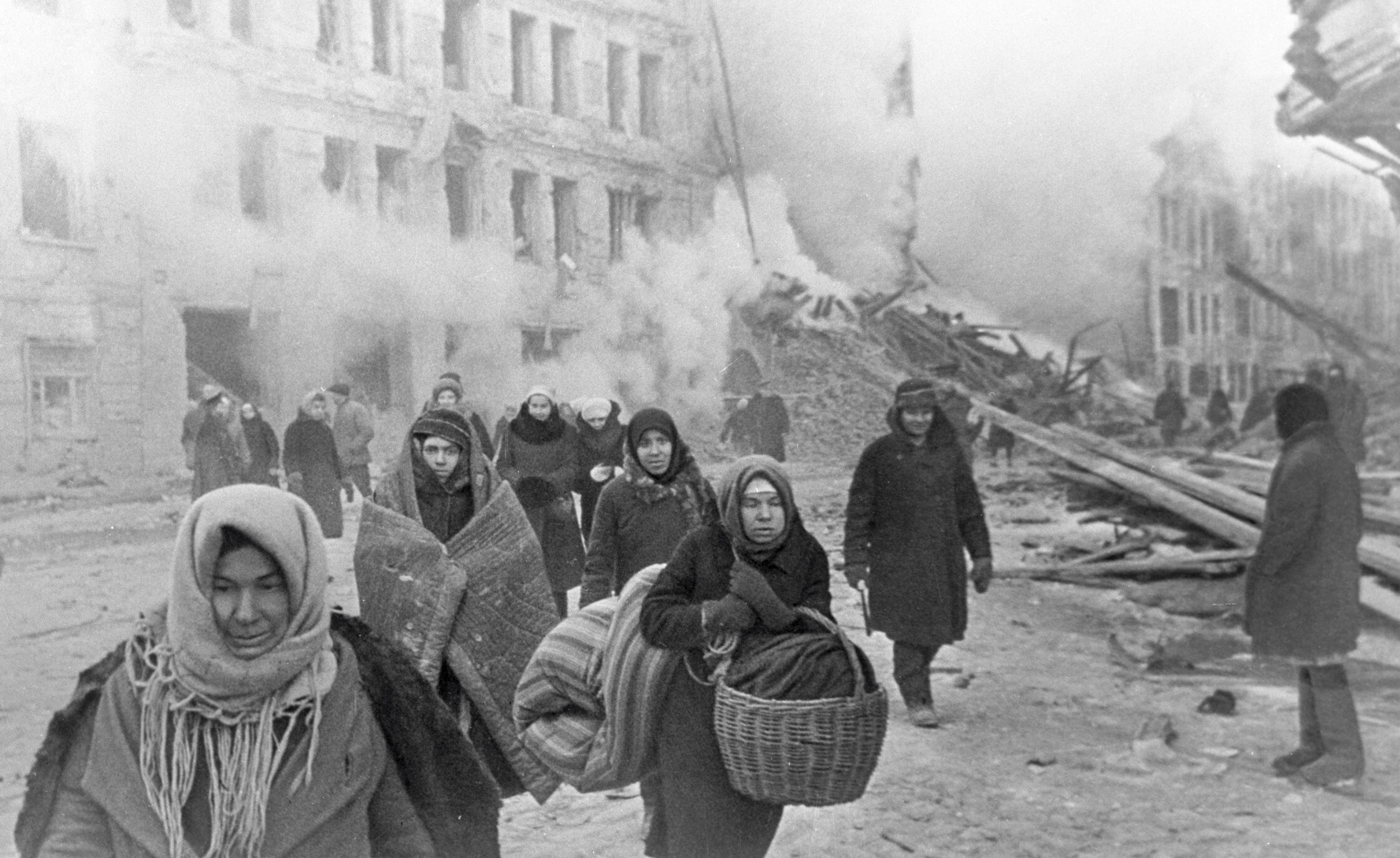
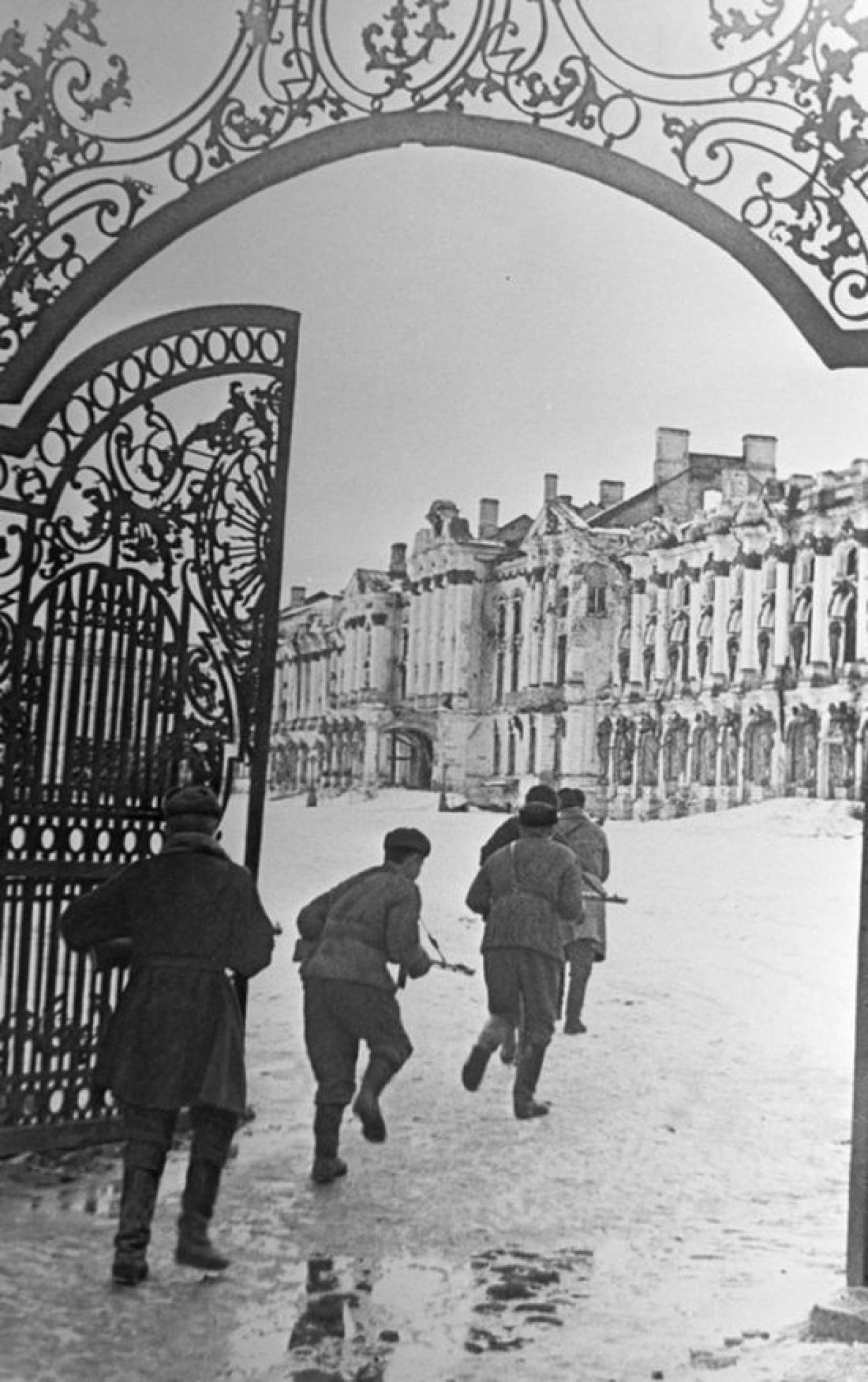
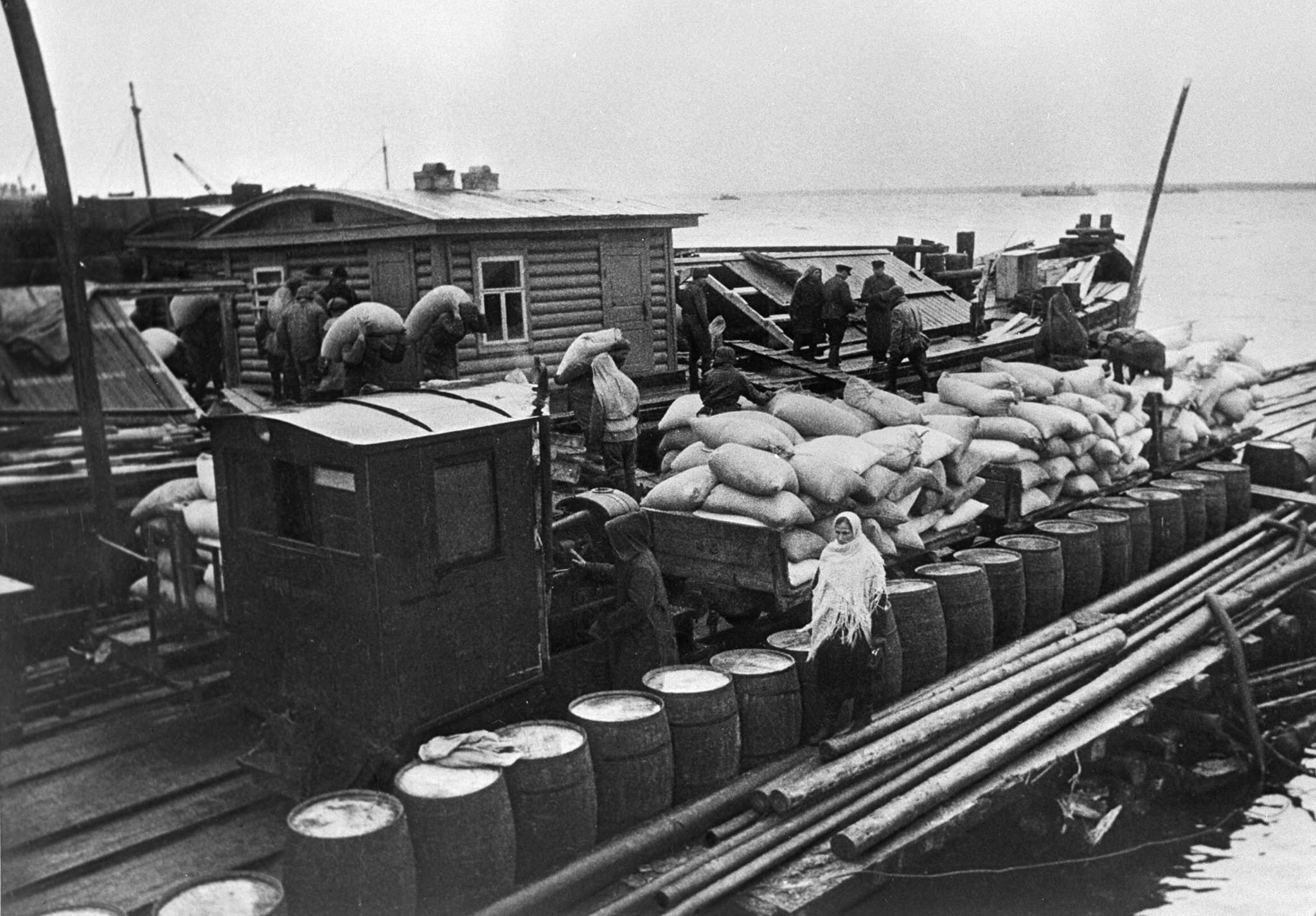
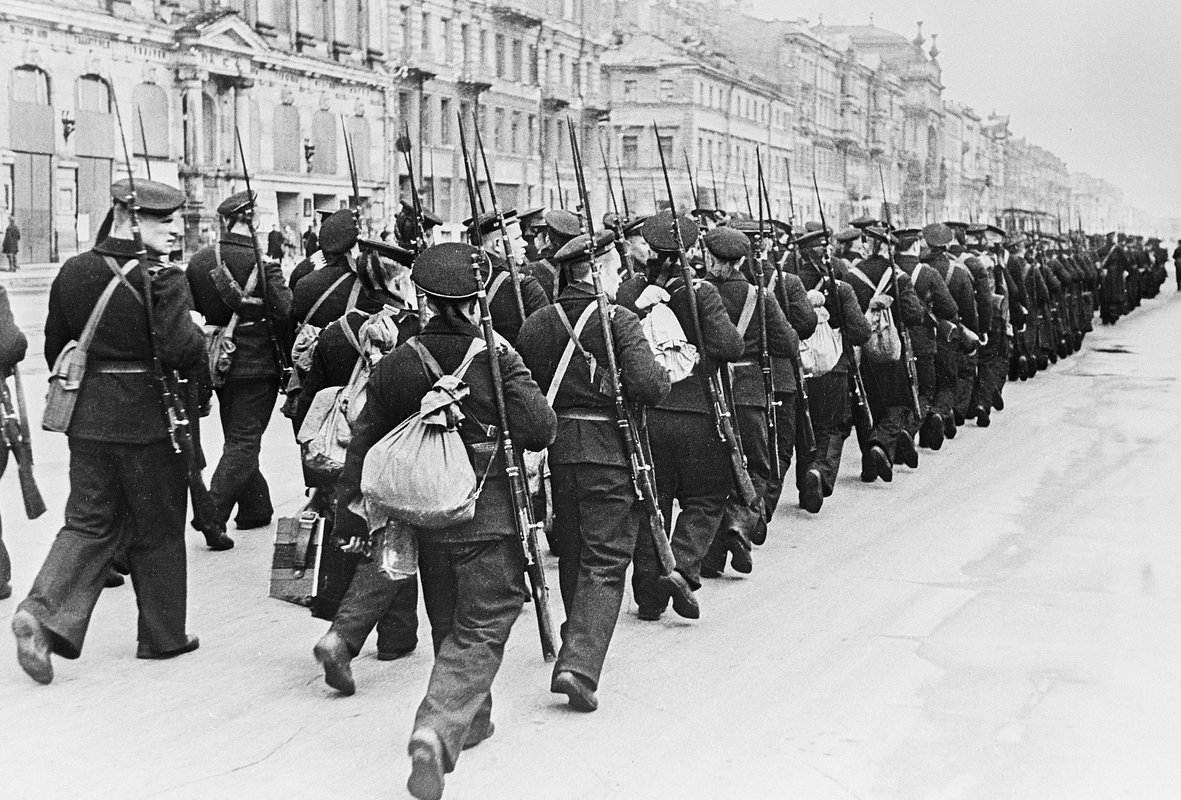
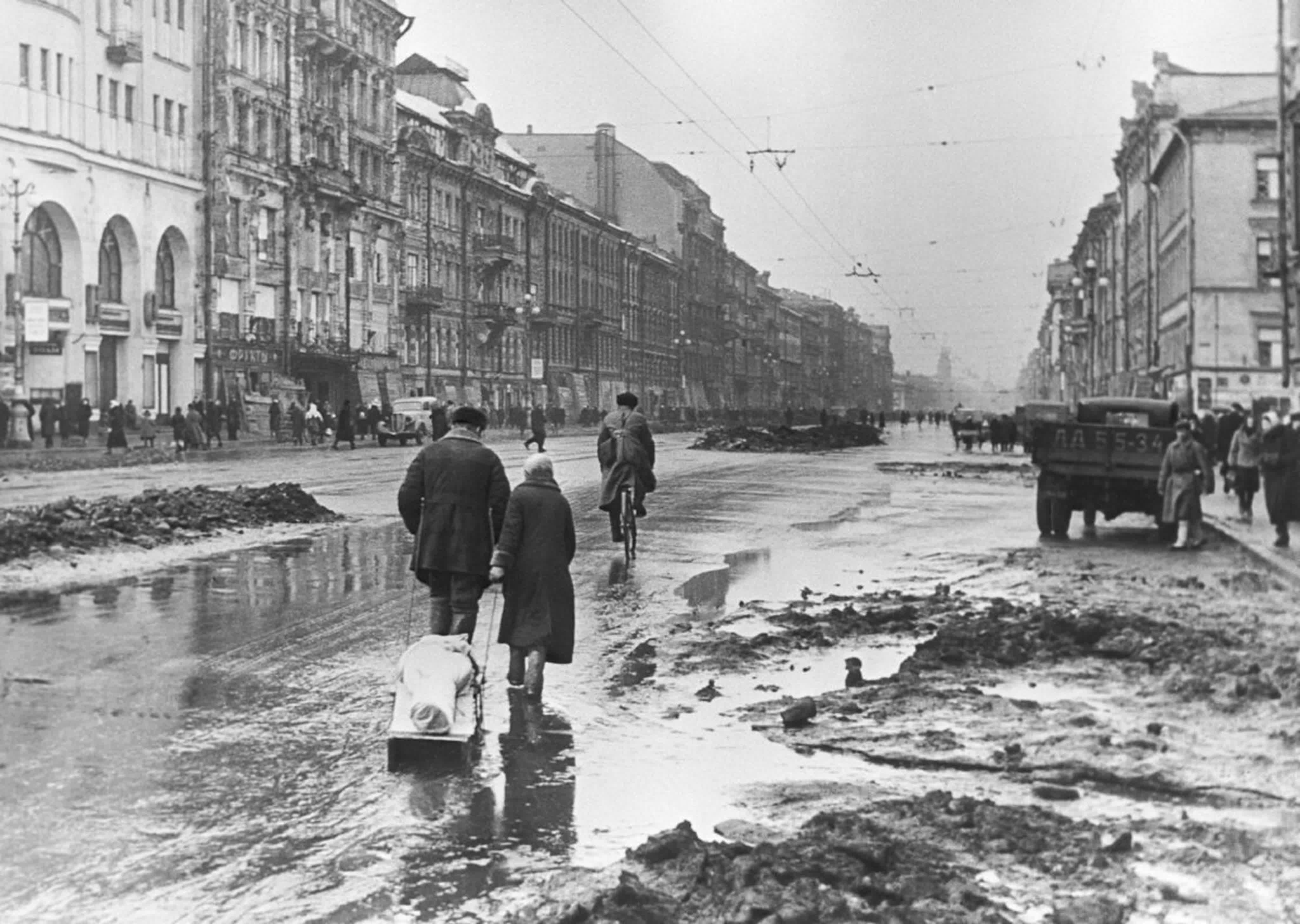
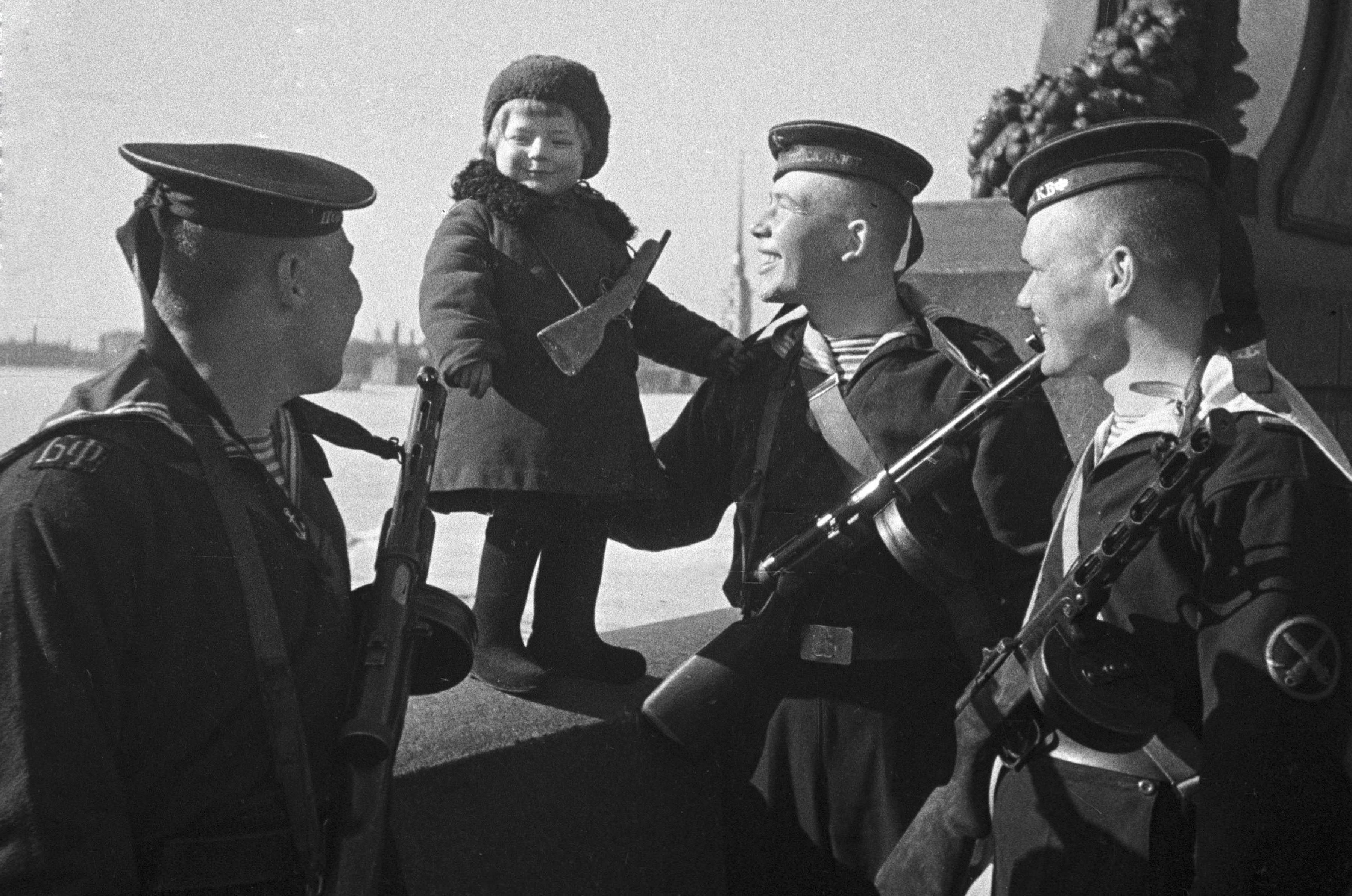
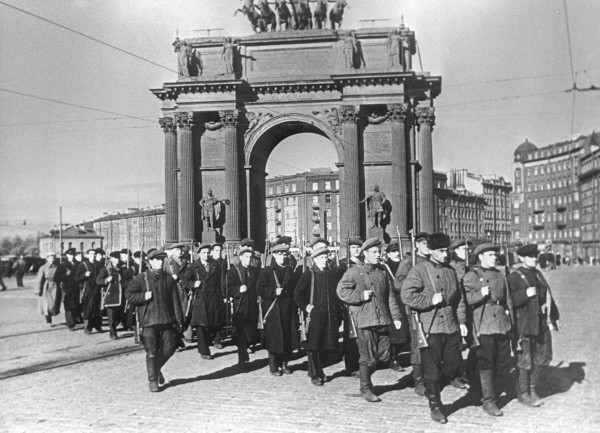
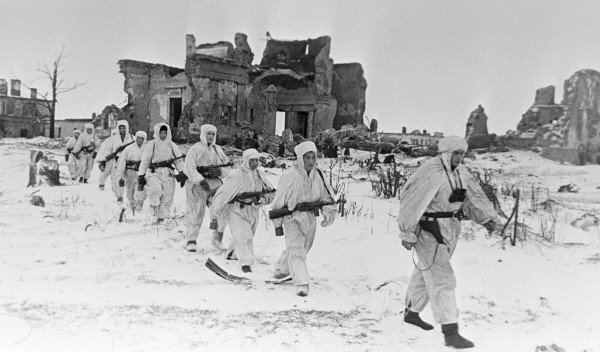
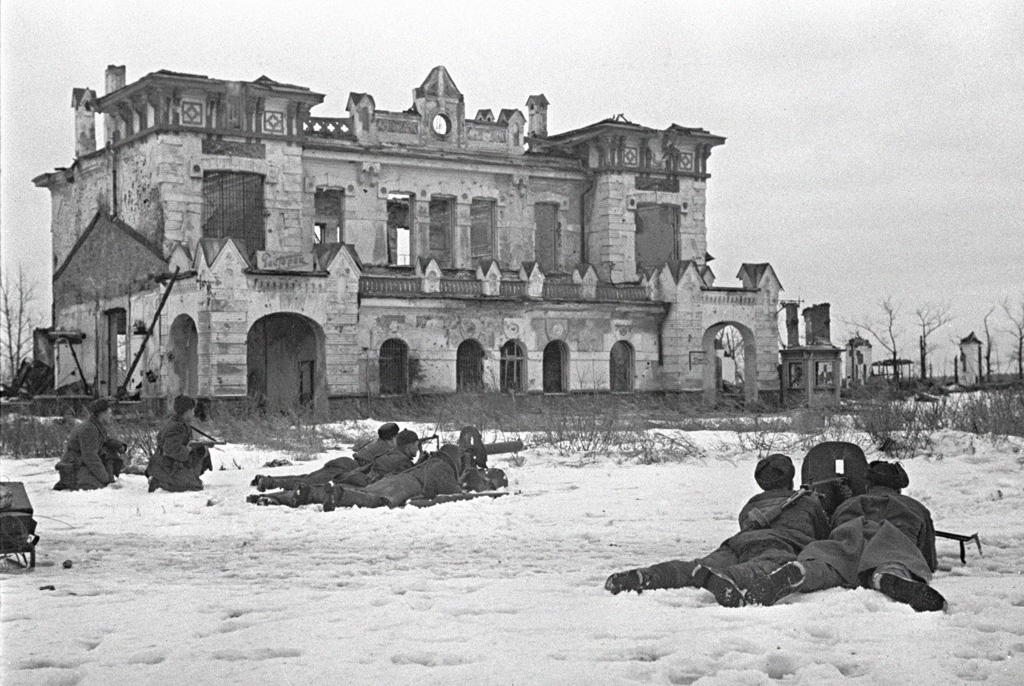
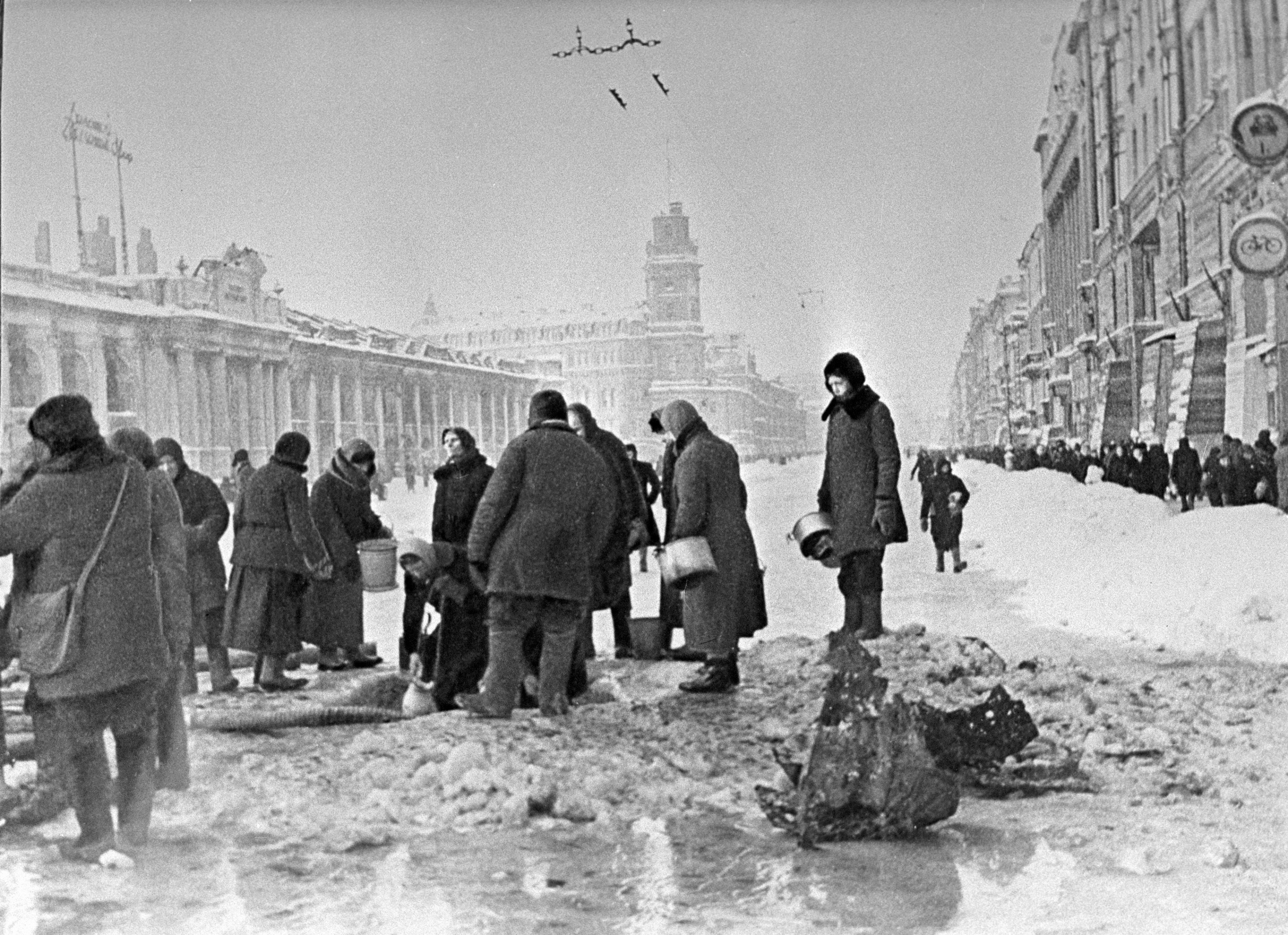

## Биография
В 1918—1920 гг. служил в Красной Армии.
С 1924 г. публиковал свои фотографии в журнале «Физкультура и спорт», «Советское фото». С 1926 г. — фотокорреспондент агентства «Унионфото»; с 1929 г. шефствовал над фотокружком завода «Спартак». В 1930—1931 гг. состоял в творческой группе «Октябрь», испытал влияние лидеров группы — А. Родченко и Б. Игнатовича.
С 1931 г. — фотокорреспондент агентства «Союзфото», специализировался на спортивных сюжетах, а также создавал «фотолетопись индустриализации и коллективизации страны». В 1932 во время празднования Первого мая с самолёта П-5 фотографировал Красную площадь с колоннами демонстрантов, оформление Метростроя, Дворец труда, Свердловскую площадь с портретами-гигантами посередине. В том же году в служебной поездке по предприятиям Нижегородского края сделал фотографии Нижегородского автомобильного завода, Сормова, Выксинского завода, порта и других объектов.
С 1933 г. — корреспондент газеты «Известия», с середины 1930-х годов — газеты «Комсомольская правда». В годы Великой Отечественной войны был фотокорреспондентом «Комсомольской правды» в блокадном Ленинграде, сделал за это время около 3000 кадров, многие из которых вошли в золотой фонд советской журналистики и фотоискусства. В послевоенные годы — фотокорреспондент «Комсомольской правды», ВДНХ.
Был членом бюро Центральной фотокомиссии Союза журналистов СССР, членом оргкомитета всесоюзных выставок.
Похоронен в Москве на Ваганьковском кладбище (16-й участок).

## Выставки
Участвовал в отечественных и международных выставках:
- VII Международный салон фотографики (Краков, 1933)
- выставка «Мастера советского фотоискусства» (Москва, 1935)
- Международный салон «Ирис» (Антверпен; 1935, 1937)
- международная фотовыставка общества «Манес» (Прага, 1936)
- выставка цветной художественной фотографии (Москва, 1954)
- выставка художественной фотографии (Москва, Центральный Дом журналиста, 1955)
- ежегодная Всесоюзная художественная фотовыставка «Семилетка в действии» (Москва, 1960—1963)
- выставка художественной и документальной фотографии «50 лет Великого Октября», посвящённая 50-летию образования СССР (Москва, 1973) — серия «Средняя Азия. Годы двадцатые — годы семидесятые» удостоена награды
- Всесоюзная выставка художественной и документальной фотографии «Страна моя» (Москва, Центральный выставочный зал, 1973).

Персональная выставка, приуроченная к сорокалетию журналистской деятельности, состоялась в 1968 г. (Москва, Центральный дом журналиста).
Фотографии Б. Кудоярова экспонируются и в наши дни.

## Награды
- орден Красной Звезды
- медали
- Заслуженный работник культуры РСФСР.